# Pocono Mountains

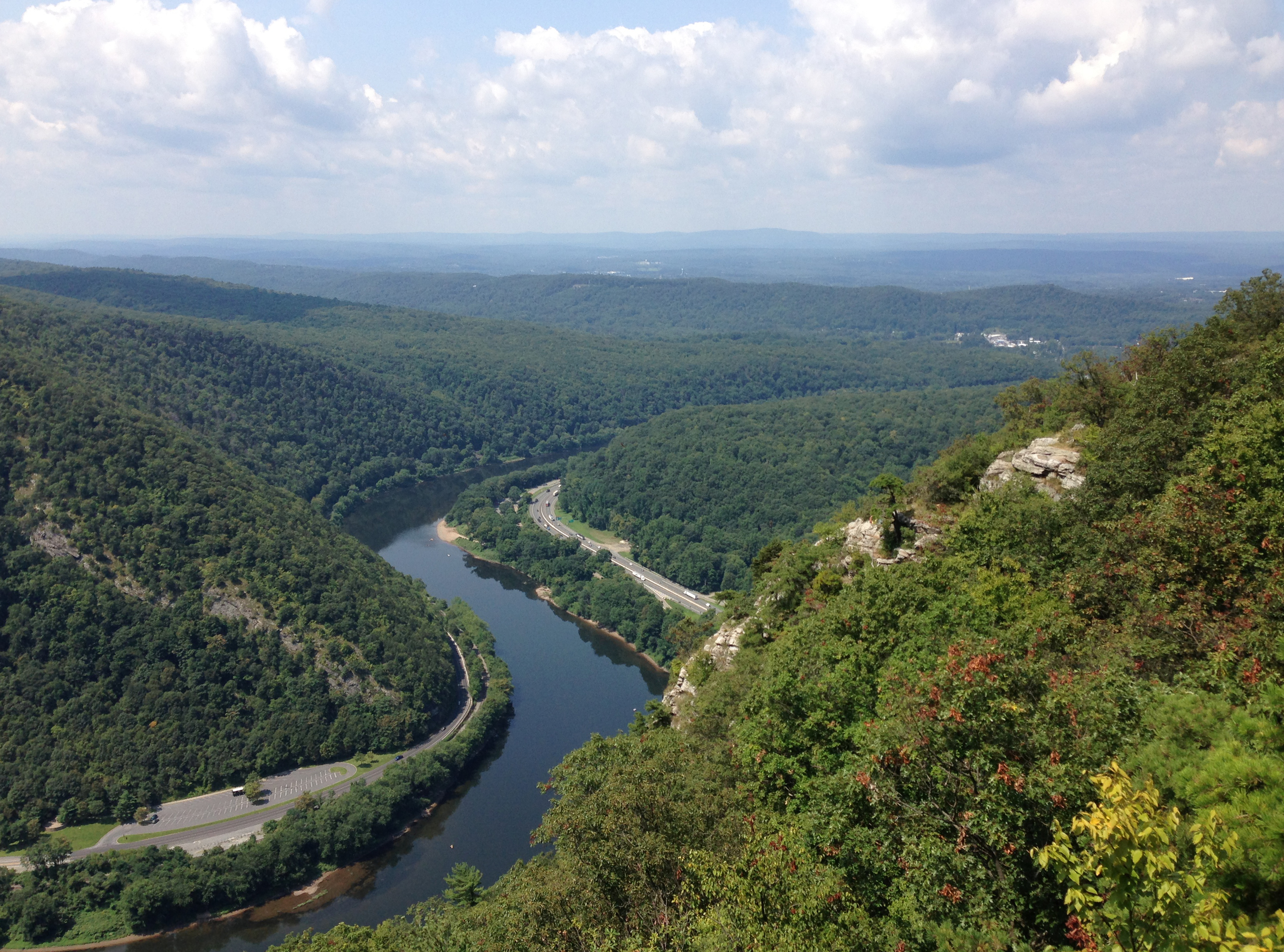
Blick auf den Delaware am Rande der Poconos

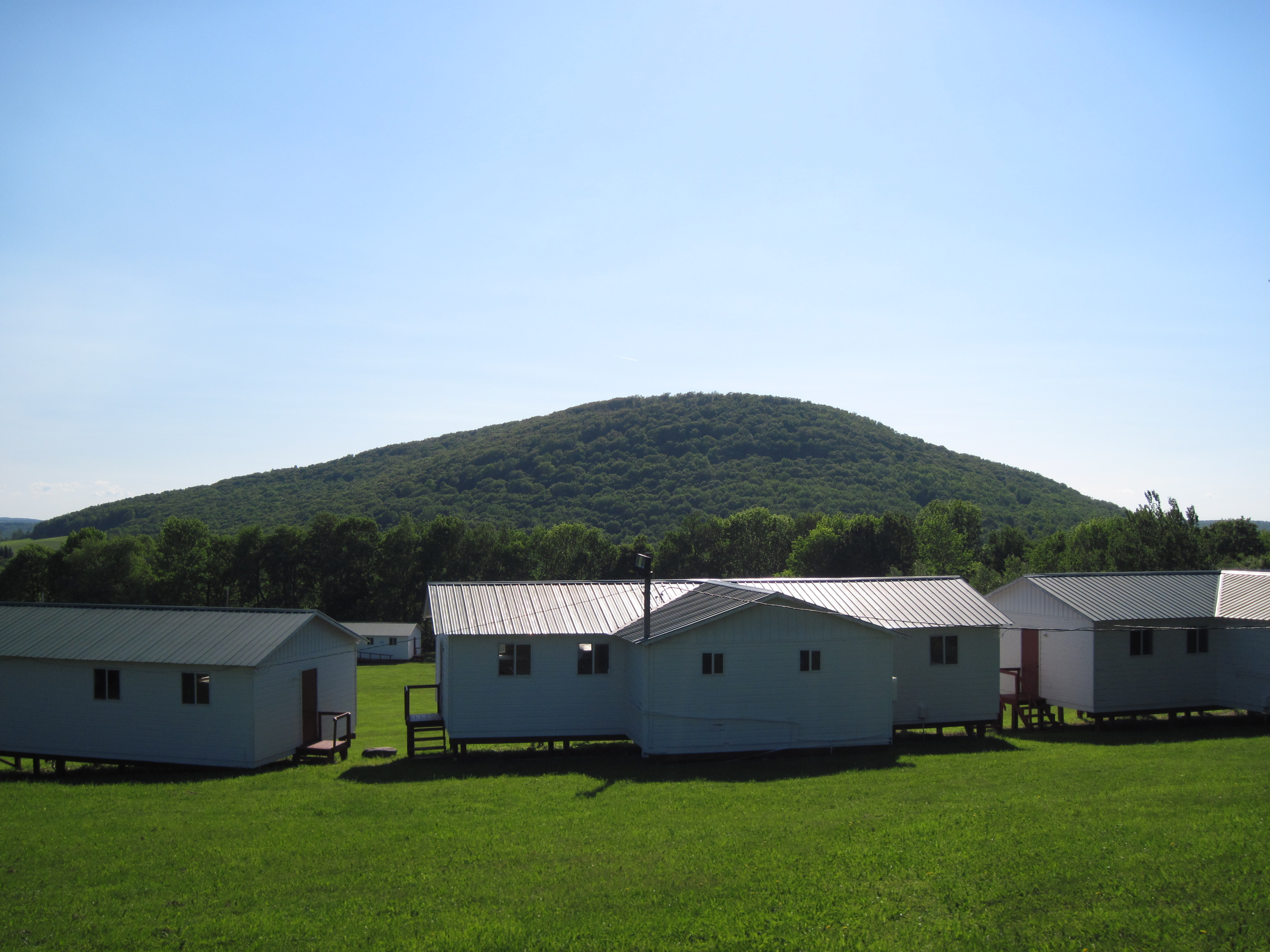
Sugarloaf Mountain

Die Pocono Mountains, in Kurzform auch als Poconos bekannt, liegen im Nordosten des US-Bundesstaates Pennsylvania. Die natürliche Grenze des Gebirges ist im Osten der Delaware River und im Westen der Lehigh River. In dem Gebiet leben ca. 340.300 Bewohner mit stark wachsender Tendenz.
Das Gebirge ist zwischen 430 und 675 Meter hoch und besteht zum größten Teil aus hartem Sandstein. Es gibt abgeflachte Plateaus und hügelige Gegenden, die meist stark bewaldet sind. Die höchste Erhebung ist Kistler Ledge in Coolbaugh Township mit einer Höhe von 675 m. Das Gebirge hat sehr viele natürliche und künstlich angelegte Seen und wird als Touristenziel genutzt. Im Winter ist es ein bekanntes Skigebiet in Pennsylvania.

## Geschichte
Das Gebiet war ursprünglich von Iroquois, Shawnee, Minisink, Lenape und Paupack-Indianern besiedelt. Im Jahre 1659 siedelten sich die ersten niederländischen Europäer in diesem Gebiet an. William Penns Sohn Thomas eignet sich das Land der Indianer durch den Walking Purchase-Vertrag an. Dabei legte er ein nicht unterzeichnetes Dokument aus dem Jahr 1686 vor. Durch die Urkunde wurde Penn soviel Land überschrieben, wie ein Mann in anderthalb Tagen umschreiten kann, ohne die Route weiter zu definieren. Am 19. September 1737 begannen Edward Marshall, Solomon Jennings und James Yeates, die schnellsten Läufer der Kolonie, ihren Lauf und rannten ohne Pause den ganzen Tag und auch die folgende Nacht hindurch. Zwei der drei Läufer gaben erschöpft auf, doch der dritte legte in anderthalb Tagen eine Strecke von 113 km zurück. Um 1742 kamen weitere englische und deutsche Siedler dazu. Die Armee unter General John Sullivan unternahm im Jahre 1779 erstmals eine Expedition in dieses Gebiet.
Während des Zweiten Weltkrieges kamen viele Soldaten mit ihren Ehefrauen in das Gebiet, um ihre Hochzeitsreise zu verleben, da es nicht weit von New York City, New Jersey oder Philadelphia liegt. Im Jahre 1945 wurde das erste Hotel speziell für frisch verheiratete Paare eröffnet. Ab dieser Zeit entwickelte sich das Gebiet zu einem Tourismusmagnet.

## Bekannte Personen
- James Wilson (1742–1798), Unterzeichner der Unabhängigkeitserklärung
- Robert Morris (1734–1806), Unternehmer, Geldgeber für die Amerikanische Revolution und Freund von George Washington
- Lyman Lemnitzer (1899–1988), US-Armee-General
- Fethullah Gülen (1941–2024), Geistliches Oberhaupt der islamischen Gülen-Bewegung